# 坂梨峠
坂梨峠（さかなしとうげ）は、秋田県鹿角郡小坂町と青森県平川市の県境にある国道282号の峠。

## 概要
並行する東北自動車道は延長4,265mの坂梨トンネルで通り抜けているが、国道282号は急勾配・急カーブが連続している。このため大館（国道103号或いは秋田県道2号大館十和田湖線）経由で国道7号へ出る車両が大半を占め、坂梨峠区間は交通量が少ない。このため282号終点部（平川市碇ヶ関・国道7号交点）には信号機および国道7号大館方面からの右折車線がない。